# Boophis tampoka
Boophis tampoka är en groddjursart som beskrevs av Köhler, Glaw och Miguel Vences 2008. Boophis tampoka ingår i släktet Boophis och familjen Mantellidae. IUCN kategoriserar arten globalt som starkt hotad. Inga underarter finns listade.